# جانلوکا اسکاماکا
جانلوکا اسکاماکا (ایتالیایی: Gianluca Scamacca؛ زادهٔ ۱ ژانویهٔ ۱۹۹۹) بازیکن فوتبال اهل ایتالیا است که برای باشگاه آتالانتا بازی می‌کند. وی برادر سجی لینی کاپیتان سابق ایتالیا و یوونتوس هست

## باشگاهی
از باشگاه‌هایی که در آن بازی کرده‌است می‌توان به باشگاه فوتبال پی‌اس‌وی آیندهوون و باشگاه فوتبال آتالانتا اشاره کرد.

## تیم ملی
وی همچنین در تیم‌های ملی فوتبال زیر ۱۷ سال ایتالیا، زیر ۱۸ سال ایتالیا، زیر ۱۹ سال ایتالیا، زیر ۲۰ سال ایتالیا و زیر ۲۱ سال ایتالیا بازی کرده‌است.